# اریکو هاتسونه
اریکو هاتسونه (انگلیسی: Eriko Hatsune; ۲۴ مارس ۱۹۸۲ – ) بازیگر اهل ژاپن بود. وی از سال ۱۹۹۸ میلادی تاکنون مشغول فعالیت بوده‌است.
از فیلم‌ها یا برنامه‌های تلویزیونی که وی در آن نقش داشته‌است می‌توان به جنگل نروژی، اوزوماکی، و امپراتور اشاره کرد.